# Martin Ronald Kelly
Martin Ronald Kelly (nascut el 27 d'abril de 1990) és un jugador professional de futbol anglès que juga com a defensa amb el Crystal Palace de la Premier League